# State of Survival
State of Survival è un album in studio del gruppo musicale statunitense Flipsyde, pubblicato nel 2009.

## Tracce
1. When It Was Good – 3:43
2. Spinnin' – 4:02
3. A Change – 4:03
4. This Is the Life – 3:39
5. High on Life – 3:32
6. If You Really Love Me (feat. Ai) – 3:31
7. Welcome to Hollywood – 4:07
8. Toss It Up (feat. Akon) – 4:29
9. One Love – 4:31
10. Champion – 4:14
11. Friends – 4:06
12. State of Survival – 4:25
13. Green Light – 3:50